# Deutsche Bibliotheksstatistik
Die Deutsche Bibliotheksstatistik (DBS) ist die einzige alle Bibliothekssparten umfassende und auf einheitlichen Definitionen basierende nationale Statistik (DIN EN ISO 2789 "Internationale Bibliotheksstatistik").
Die Erstellung der DBS gehört zu den Aufgaben des Kompetenznetzwerks für Bibliotheken (KNB) und wird für dieses vom Hochschulbibliothekszentrum des Landes Nordrhein-Westfalen (hbz) durchgeführt. Das KNB, und damit auch die DBS, wird über die Kultusministerkonferenz (KMK) durch die deutschen Bundesländer finanziert.
Die Datenbank der DBS weist die bibliothekarischen Leistungsdaten von rund 14.000 Bibliotheken ab 1999 online nach. Für das Berichtsjahr 2016 haben 7774 Bibliotheken ihre statistischen Daten zu Ausstattung, Bestand, Entleihungen, Ausgaben, Finanzen und Personal an die DBS gemeldet, darunter 7530 Öffentliche Bibliotheken, 244 wissenschaftliche Universal- und Hochschulbibliotheken sowie 176 wissenschaftliche Spezialbibliotheken.
Seit 2021 können auch Schulbibliotheken in der DBS angemeldet werden. Dabei wird unterschieden zwischen der selbstständigen Schulbibliothek, der Verbund-Schulbibliothek, der Zweigstellen-Schulbibliothek und der Kombination aus öffentlicher Bibliothek und Schulbibliothek.